# Mariarade
Mariarade is een wijk van de Nederlandse gemeente Heerlen, in het stadsdeel Hoensbroek. Zoals vele woonwijken in de regio is Mariarade tot stand gekomen tijdens de massale stroom arbeiders in de twintigste eeuw die in de steenkolenmijnen kwam werken.

## Ligging
Mariarade ligt in het noordelijke gedeelte van Hoensbroek, vlak naast Hoensbroek-Centrum. De wijk, die grotendeels op een helling ligt, wordt omsloten door een gedeelte van de N281 (Randweg), de Patersweg, de Akerstraat-Noord, de Kastanjelaan en de Pastoorskuilenweg. De Kastanjelaan loopt parallel aan de oude spoordijk van het voormalige mijnspoor, die een duidelijke scheiding vormt tussen Mariarade en het centrum. Op 1 januari 2007 telde de wijk 3770 inwoners, op 1 januari 2013 3713 inwoners. Administratief zijn er de buurten Mariarade-Noord en Mariarade-Zuid te onderscheiden.

## Geschiedenis
De wijk is ontstaan uit het voormalige gehucht Kouvenrade, tussen Hoensbroek en Amstenrade, waar voor de mijnwerkers van de Staatsmijn Emma aan het begin van de twintigste eeuw een nieuwe woonwijk ('kolonie') werd gebouwd. De eerste woningen werden in 1907 gebouwd aan de Kastanjelaan. In 1912 werd de mijnwerkerskolonie "De Eerste Stap" gebouwd.
De wijk werd aanvankelijk aangeduid met de naam 'Kloosterkolonie', naar het naburige klooster van de minderbroeders-conventuelen, en kreeg later de naam 'Mariarade'. De uitgang "rade" betekent zoiets als "in een bos gemaakte open plek voor landbouw en bewoning". Het voorvoegsel "Maria" is te danken aan de in 1929 gebouwde kopie van de Lourdesgrot (zie hierna).

## Beschrijving
De oudste delen van Mariarade liggen rond de Emmastraat en het Emmaplein. Hier staan typische vooroorloge arbeiderswoningen. In de jaren vijftig en zestig verrezen grootschaliger woningbouwprojecten, bestaande uit sobere rijtjeswoningen. In enkele delen van de wijk staan voornamelijk (grote) vrijstaande woningen, in het bijzonder aan de Hommerterweg, de Patersweg en de Randweg. Aan de westelijke rand van de wijk staan twee midden jaren zestig gebouwde grote galerijflats, die mede dankzij hun hoge ligging vanuit de wijde omtrek te zien zijn. Waarom deze flats er gekomen zijn in de tijd dat reeds bekend was dat de staatsmijnen zouden sluiten en de wijk Mariarade deels zou leegstromen, is onduidelijk. Hetzelfde geldt overigens voor de in de jaren tachtig gebouwde woningen in de aanpalende wijk Mariagewanden.
De rijtjeswoningen uit de midden jaren vijftig werden via de door de Staatsmijnen ondersteunde woningcorporatie "Thuis Best" toegewezen aan mijnwerkers van de staatsmijn Emma. Het middenkader werd geacht een grotere woning, al dan niet vrijstaand, aan de Hommerterweg of de Randweg te gaan bewonen. Niet ieder kaderlid ((hoofd)opzichter) hield zich overigens aan die ongeschreven code.
Ten behoeve van de sociale cohesie werd blijkens het Limburgs Dagblad van 11 mei 1935 een door de minderbroeders-conventuelen opgerichte voetbalvereniging actief (RKVV Mariarade, in 2012 opgeheven wegens gebrek aan voldoende leden). Deze club speelde enkele malen in de derde klasse van het amateurvoetbal van de KNVB. Het voetbalterrein lag eerst nabij de kruising Patersweg – Hommerterweg, vanaf midden jaren zestig op het, inmiddels overwoekerde, verhoogde talud langs de Randweg.
Minderbroeders-conventuelen, verbonden aan de katholieke kerk (Heilig Hart) aan de rand van de wijk, bedienden van oudsher de overwegend katholieke bevolking. De in de jaren dertig gebouwde katholieke kerk (model Cuijpers) werd in 1962 om onduidelijke redenen afgebroken en enkele honderden meters verderop vervangen door de huidige moderne Heilig Hartkerk. Aan het einde van de Paadweg werd begin jaren zestig een grote speeltuin, voorzien van modern speelmateriaal, geopend. Deze speeltuin was – en is – een centraal punt waar de jeugd samen kan komen en zich vermaakt. Een aantal jaren diende de in de winter toegevoegde overdekte schaatsbaan (zie hierna) ook dit doel.
Aan de Amstenraderweg werden een katholieke jongens- en meisjesschool gebouwd (Sint-Franciscusschool en Sint-Caeciliaschool, beide inmiddels afgebroken). De onderwijzers waren niet-geestelijken. De leerkrachten aan de Ceciliaschool waren tot eind jaren zestig nonnen, die niet altijd bekendstonden om hun didactische vaardigheden, maar meer om hun straffe regime en het voortrekken van leerlingen uit de hogere sociale klassen. In de tweede helft van de jaren zestig werd een derde lagere school voor jongens en meisjes gebouwd (de John F. Kennedyschool) omdat veel ouders het bezwaarlijk vonden dat leerlingen viermaal per dag de toen steeds drukkere Amstenraderweg moesten oversteken en de aanwas van leerlingen vooral kwam uit de nieuwbouw aan de noordkant kant van Mariarade. De school bevond zich aan de noordelijke rand van de wijk, met als hoofdonderwijzer de plaatselijk bekende Piet Boonstra. De Sint-Franciscusschool en de Sint-Caeciliaschool verloren toen in één klap een derde van hun leerlingen. Deze beide laatste scholen fuseerden tot de Alessandro Voltaschool. Uiteindelijk fuseerden beide scholen tot de huidige Regenboogschool. Aan de Kastanjelaan stond een protestantse school. De meeste protestantse mijnwerkers vestigden zich echter in Treebeek, een naburige mijnwerkerswijk.
Aan de oostelijke rand van Mariarade, langs de Akerstraat Noord, bij de kruising met de Hommerterweg en de Kastanjelaan en naast Treebeek lag het enorme mijncomplex van de Staatsmijn Emma. De koeltorens en het meer dan 60 meter hoge schachtgebouw van schacht 3 domineerden de oostelijke horizon van de wijk. Vanuit vrijwel elk huis in Mariarade kon men de "koel" zien. Bij oostenwind moesten op maandagochtend de waslijnen eerst met een natte doek ontdaan worden van het mijnroet, voordat de was opgehangen kon worden. Dit verklaart ook waarom woningen in Mariarade die vóór 1970 zijn gebouwd, soms een zwarte, vervuilde aanblik bieden.
Het mijnspoor liep letterlijk vanuit de Emma in westelijke richting op een verhoogd talud langs de Kastanjelaan richting Nuth. Op de kruising Akerstraat Noord – Kastanjelaan lag een groot viaduct, waar het mijnspoor onderdoor liep. Ook boven de Amstenraderweg, vlak bij de kruising met de Voltalaan, was een viaduct gebouwd waar het mijnspoor overheen liep. Van deze industriële erfenis is niets bewaard gebleven. Het gezichtsbepalende schachtgebouw van de Emma is opgeblazen, de mijngebouwen en koeltorens zijn verwijderd, het mijnspoor is afgegraven en verwijderd. De omgeving is onherkenbaar veranderd. Op het voormalige Staatsmijn Emma-terrein en het traject van het mijnspoor zijn woningen gebouwd. De oostelijke horizon is nu leeg.
Mariarade was in de jaren vijftig en zestig van de twintigste eeuw een welvarende arbeiderswijk, waar vanuit heel Nederland ingestroomde hardwerkende mijnwerkers met hun gezinnen hun geluk en inkomen zochten. Mariarade is na de mijnsluiting aan verpaupering onderhevig geraakt. Een aantal basale voorzieningen op sociaaleconomisch terrein zijn geleidelijk weggevallen, zoals sportverenigingen, een breed school- en winkelaanbod en de bioscoop.

## Voorzieningen/verenigingen
Ondanks de ligging nabij het centrum van Hoensbroek kent de wijk een klein eigen winkelgebied. Rond de kruising Hommerterweg/Amstenraderweg liggen onder andere een bakker, een slager, een slijter, een kapper en een friture. Verder een ijzerwarenzaak, nu sanitairspeciaalzaak. Vroeger was er ook een kleine kruidenier. Op de kruising Hommerterweg/Patersweg bevond zich in de jaren zestig een kruidenier (De Gruyter). Deze is rond 1965 verdwenen. Op de kruising Paadweg/Bergplein bevond zich in de jaren zestig een grote supermarkt van de familie Kleintjes. Nu is er een damesmodezaak gevestigd. De inwoners van Mariarade winkelen van oudsher ook in het nabije centrum van Heerlen. Ook het culturele leven op het niveau van film, theater en muziek speelt zich in die stad af. Tot 1970 bevond zich in Mariarade een bioscoop aan de Akerstraat Noord, tegenover de Emma. Met de teloorgang van de staatsmijnen ging ook deze culturele voorziening ter ziele.
Mariarade kende en kent nog steeds een bloeiend verenigingsleven. Te noemen valt een voetbalclub, handbal, korfbal, KAJ, KAV, Klosclub, Schietclub, Carnavalsvereniging Blauw-Wit, (vroeger CV De Koelköp), Scouting Sint-Christoffel, Gemengd zangkoor Sint-Jozef, Buurtvereniging Mariarade. De veldsporten zijn uit Mariarade verdwenen, verhuisd of opgeheven.
Mariarade heeft een zelfstandige parochie, die behoort tot het dekenaat Heerlen. De voormalige kerk, de Heilig Hart van Jezuskerk, is gebouwd tussen 1961 en 1962 en werd in 2015 aan de eredienst onttrokken. In de omgeving van de kerk bevinden zich een gemeenschapshuis, een brede school en een speeltuin. Nabij de kerk is in 1929 de Lourdesgrot gebouwd, een kopie gebouwd van de Lourdesgrot in Frankrijk. Deze grot, gelegen tussen de Heilig Hartkerk en de oude begraafplaats, werd tot in de jaren vijftig druk bezocht als pelgrimsoord. Inmiddels is zij een door individuele gelovigen bezochte plaats van bezinning. In de jaren zestig is aan de Randweg (die toen nog ophield aan de top van de heuvel die uitzicht biedt over Vaesrade en de in de jaren tachtig ten koste van een helling met akkerland en een authentieke holle weg gebouwde nieuwe wijk Mariagewanden) een nieuwe, nog in gebruik zijnde begraafplaats geopend.
In Mariarade bevindt zich ook een middelbare school voor havo en vwo, het Sint-Janscollege.
Sinds 2005 had de wijk Mariarade in december en januari enkele jaren ook een overdekte schaatsbaan, genaamd, "Dreamworld". Deze schaatsbaan staat in de speeltuin van Mariarade.

## Kerncijfers bevolking
De onderstaande cijfers omvatten de situatie op 1 januari 2013.
| Omschrijving              | Aantal |  |
| ------------------------- | ------ |  |
| Aantal inwoners           | 3713   |  |
| Inwoners 0 t/m 19 jaar    | 19,4 % |  |
| Inwoners 20 t/m 69 jaar   | 67,3 % |  |
| Inwoners 70 jaar en ouder | 13,3 % |  |
|                           |        |  |
| Autochtonen               | 78,85% |  |
| Westerse allochtonen      | 17,58% |  |
| Niet-westerse allochtonen | 3,5%   |  |

Stadsdelen: Heerlerbaan · Heerlerheide · Heerlen-Stad · Hoensbroek

Wijken: Aarveld-Bekkerveld · De Beitel · Caumerveld-Douve Weien · Eikenderveld · Heerlen-Centrum · Heerlerbaan-Oost · Heerlerbaan-West · Passart · De Hei · Heksenberg · Hoensbroek-De Dem · De Koumen · Maria-Gewanden-Terschuren · Mariarade · Meezenbroek-Schaesbergerveld · Molenberg · Nieuw Lotbroek · Rennemig-Beersdal · Schandelen-Grasbroek · Vrieheide-De Stack · Welten-Benzenrade · Woonboulevard-Ten Esschen · Zeswegen-Nieuw Husken

Buurtschappen en gehuchten: De Euren · Heihoven · Imstenrade · Schurenberg · Terschuren

Limburg: Steden en dorpen      Nederland: Provincies · Gemeenten